# Купсола (Кукнурское сельское поселение)
Купсола́ — деревня в Сернурском районе Республики Марий Эл. Входит в состав Кукнурского сельского поселения.

## География
Находится в северо-восточной части республики Марий Эл на расстоянии приблизительно 34 км на север от районного центра посёлка Сернур.

## История
В 1792 году в 15 дворах проживали 104 человека, в 1836 году имелось 24 двора и 207 жителей, в 1885 году 37 и 234 человека, мари, в 1927 году 69 и 346 человек. В 2003 году отмечены 72 дома. В 1991 году заасфальтировали все улицы деревни. В советское время работали колхозы «Онар» и им. Кирова.

## Население
Население составляло 239 человека (мари 99 %) в 2002 году, 191 в 2010.

## Известные уроженцы
Тойшев Иван Трофимович (1923—1987) — марийский советский педагог. Директор Купсольской средней школы Сернурского района Марийской АССР (1953―1973). Заслуженный учитель школы РСФСР (1964). Участник Великой Отечественной и советско-японской войн. Член КПСС с 1952 года.